# Rumiště

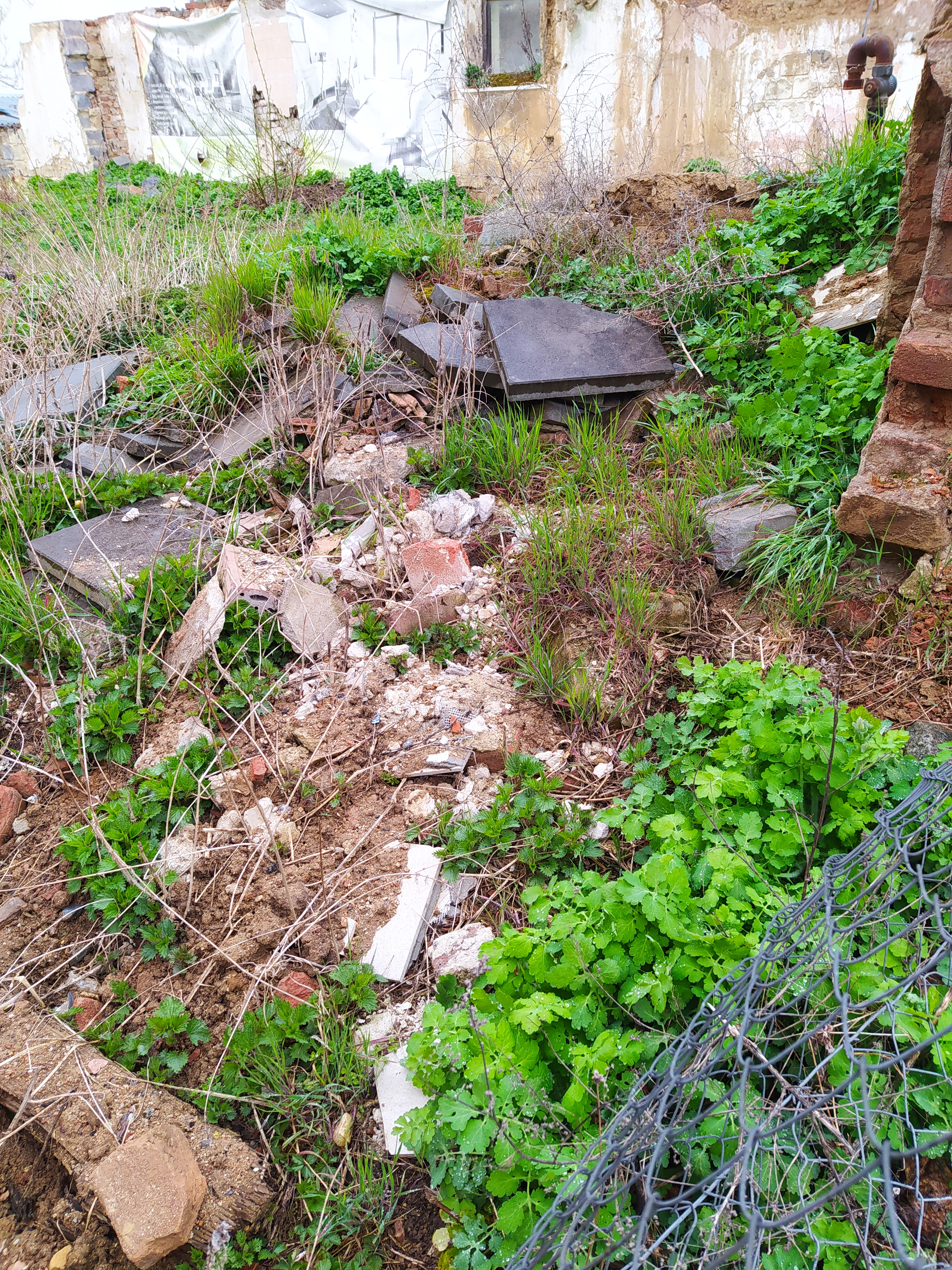
Rumiště v Brně s typickou vegetací brzy na jaře

Rumiště je v původním významu skládka stavebního odpadu (tzv. rumu), postupně se však začalo toto označení užívat i jako označení pro umělé ekosystémy, obvykle jde o člověkem výrazně pozměněná a samovolnému osídlení rostlinami ponechaná místa v krajině. Může se jednat například o nepoužívané skládky, zbořeniště, opuštěné nepoužívané továrny i jiné stavby, nepoužívané železniční vlečky apod. 
Půda zde může být velmi bohatá na živiny, někdy může být i částečně obnažená a často narušovaná. Na skládkách stavebního materiálu bývá vyšší pH vlivem zbytků malty a vápna, jiné půdy mohou být kontaminovány těžkými kovy a jinými polutanty. Rostou zde ruderální (nikoli plevelné) rostliny, resp. ruderální rostlinná společenstva.

## Příklady rumištních rostlin v Česku
- vlaštovičník větší (Chelidonium majus) (léčivý)
- lilek černý (jedovatý)
- durman obecný (jedovatý)
- kopřiva dvoudomá (Urtica dioica) (léčivá)
- merlík bílý (Chenopodium album)
- lopuch větší (Arctium lappa)
- podběl obecný (léčivý)
- pelyněk černobýl (Artemisia vulgaris) (léčivý)
- divizna velkokvětá (Verbascum densiflorum) (léčivá)
- kokoška pastuší tobolka (Capsella bursa-pastoris)
- jitrocel větší (Plantago major)
- penízek rolní (Thlaspi arvense)
- lipnice roční (Poa annua)

Ruderální a rumištní květena a ruderální rostlinná společenstva se obvykle nalézají také podél různých dopravních cest a dalších dopravních zařízení (například chodníky, silnice, železniční trať, dopravní překladiště, nádraží) atd.